# J.C. Beaudin
Jean-Christophe "J.C." Beaudin, född 27 mars 1997, är en kanadensisk professionell ishockeyforward som är kontrakterad till Ottawa Senators i National Hockey League (NHL) och spelar för Belleville Senators i American Hockey League (AHL). Han har tidigare spelat för San Antonio Rampage och Colorado Eagles i AHL, Colorado Eagles i ECHL och Huskies de Rouyn-Noranda i Ligue de hockey junior majeur du Québec (LHJMQ).
Beaudin draftades av Colorado Avalanche i tredje rundan i 2015 års draft som 71:a spelare totalt.

## Statistik
| 2012–2013    | Gaulois du Collège Antoine-Girouard | LHMAAAQ      | 26  | 3  | 8   | 11  | 8  | 13 | 1  | 1  | 2  | 8  |
| 2013–2014    | Gaulois du Collège Antoine-Girouard | LHMAAAQ      | 40  | 19 | 28  | 47  | 42 | 3  | 0  | 0  | 0  | 0  |
|              | Huskies de Rouyn-Noranda            | LHJMQ        | 4   | 0  | 0   | 0   | 0  | 2  | 0  | 0  | 0  | 0  |
| 2014–2015    | Huskies de Rouyn-Noranda            | LHJMQ        | 68  | 14 | 39  | 53  | 29 | 6  | 1  | 4  | 5  | 4  |
| 2015–2016    | Huskies de Rouyn-Noranda            | LHJMQ        | 58  | 33 | 49  | 82  | 34 | 17 | 7  | 12 | 19 | 8  |
| 2016–2017    | Huskies de Rouyn-Noranda            | LHJMQ        | 65  | 30 | 50  | 80  | 33 | 13 | 8  | 12 | 20 | 2  |
| 2017–2018    | San Antonio Rampage                 | AHL          | 34  | 2  | 5   | 7   | 10 | —  | —  | —  | —  | —  |
|              | Colorado Eagles                     | ECHL         | 30  | 7  | 20  | 27  | 10 | 22 | 10 | 8  | 18 | 6  |
| 2018–2019    | Colorado Eagles                     | AHL          | 42  | 6  | 7   | 13  | 18 | —  | —  | —  | —  | —  |
|              | Belleville Senators                 | AHL          | 20  | 1  | 2   | 3   | 2  | —  | —  | —  | —  | —  |
| 2019–2020    | Ottawa Senators                     | NHL          | 1   | 0  | 0   | 0   | 0  | —  | —  | —  | —  | —  |
|              | Belleville Senators                 | AHL          | 2   | 0  | 0   | 0   | 0  | —  | —  | —  | —  | —  |
| NHL totalt   | NHL totalt                          | NHL totalt   | 1   | 0  | 0   | 0   | 0  | —  | —  | —  | —  | —  |
| AHL totalt   | AHL totalt                          | AHL totalt   | 98  | 9  | 14  | 23  | 30 | —  | —  | —  | —  | —  |
| LHJMQ totalt | LHJMQ totalt                        | LHJMQ totalt | 195 | 77 | 138 | 215 | 96 | 38 | 16 | 28 | 44 | 14 |